# Zahrabiwka
Zahrabiwka (ukr. Заграбівка) – wieś na Ukrainie, w obwodzie lwowskim, w rejonie stryjskim, w hromadzie Żurawno.
Do 1946 roku miejscowość nosiła nazwę Demnia Lachowicka (ukr. Демня Ляховицька, Demnia Lachowyćka).

## Historia
Pod koniec XIX wieku wieś w powiecie żydaczowskim.